# Lamblore
Lamblore é uma comuna francesa na região administrativa do Centro, no departamento Eure-et-Loir. Estende-se por uma área de 10,85 km². Em 2010 a comuna tinha 329 habitantes (densidade: 30,3 hab./km²).